# Раісіно
Раісіно (рос. Раисино) — село у Убінському районі Новосибірської області Російської Федерації.
Входить до складу муніципального утворення Раісінська сільрада. Населення становить 2240 осіб (2010).

## Історія
Згідно із законом від 2 червня 2004 року органом місцевого самоврядування є Раісінська сільрада.

## Населення
| 2002 | 2007  | 2010  |
| ---- | ----- | ----- |
| 2616 | ↘1035 | ↗2240 |